# جائزة بلجيكا الكبرى 2008
جائزة بلجيكا الكبرى 2008 (بالإنجليزية: 2008 Belgian Grand Prix)‏ هو سباق فورمولا 1 أقيم بتاريخ 7 سبتمبر 2008 في حلبة دي سبا فرانكورشومب، حمام معدني، بلجيكا. كان الثالث عشر من أصل 18 في بطولة العالم لسباقات الفورمولا واحد موسم 2008. حلّ البرازيلي فيليبي ماسا أولا بينما جاء الألماني نيك هيدفيلد في المركز الثاني.